# Maté de coca

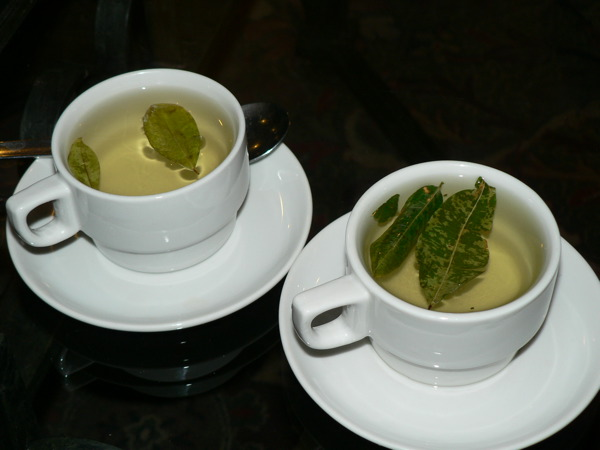
Mate de coca.

Le mate de coca ou thé de coca (du quechua kuka) est une infusion de feuilles de coca populaire et typique des régions andines de Bolivie, de Colombie, du Pérou, de l’Équateur, du Nord du Chili et du Nord de l'Argentine.
La boisson a une couleur vert/jaune et est légèrement amère.
Le mate de coca est une ancienne boisson consommée pour atténuer le mal aigu des montagnes. Le mate de coca produit un effet énergisant similaire au café.

## Vente
La vente et la consommation de feuilles de coca est légale au Pérou et en Bolivie mais est aussi commune en Argentine.
La vente de feuilles de coca pour cet usage a été déconseillée par la Convention unique sur les stupéfiants de 1961.

## Toxicité et dépendance
La concentration de cocaïne dans la feuille de coca est très faible (les pourcentages oscillent entre 0,1 % et 0,8 % ou de 0,11 mg à 2,96 mg par sachet) et de ce fait la consommation de feuille n'a pas de toxicité et n'induit pas de dépendance.

## Usage en Amérique du Sud
De nombreux peuples des régions andines consomment le maté de coca à des fin médicinales ou religieuses.
La consommation de maté de coca, comme la mastication de feuilles de coca, augmente l'absorption d'oxygène dans le sang et combat ainsi le mal aigu des montagnes et aide à la digestion.
La farine de coca (feuilles de coca hachées finement) peut être utilisée comme le café dans une machine à café pour obtenir un maté plus concentré et plus fort.